# Staatskrise in Lesotho 2014

Lesotho (rot) umgeben von der Republik Südafrika

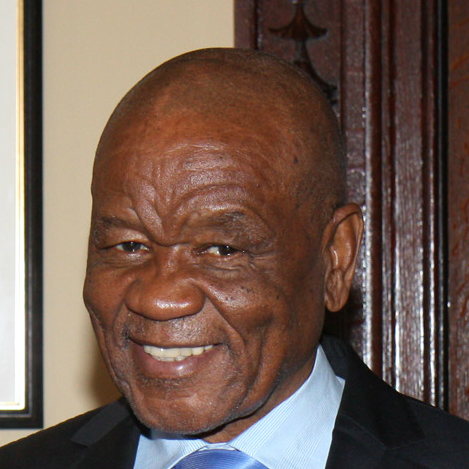
Der damalige Premierminister Thomas „Tom“ Thabane (ABC)

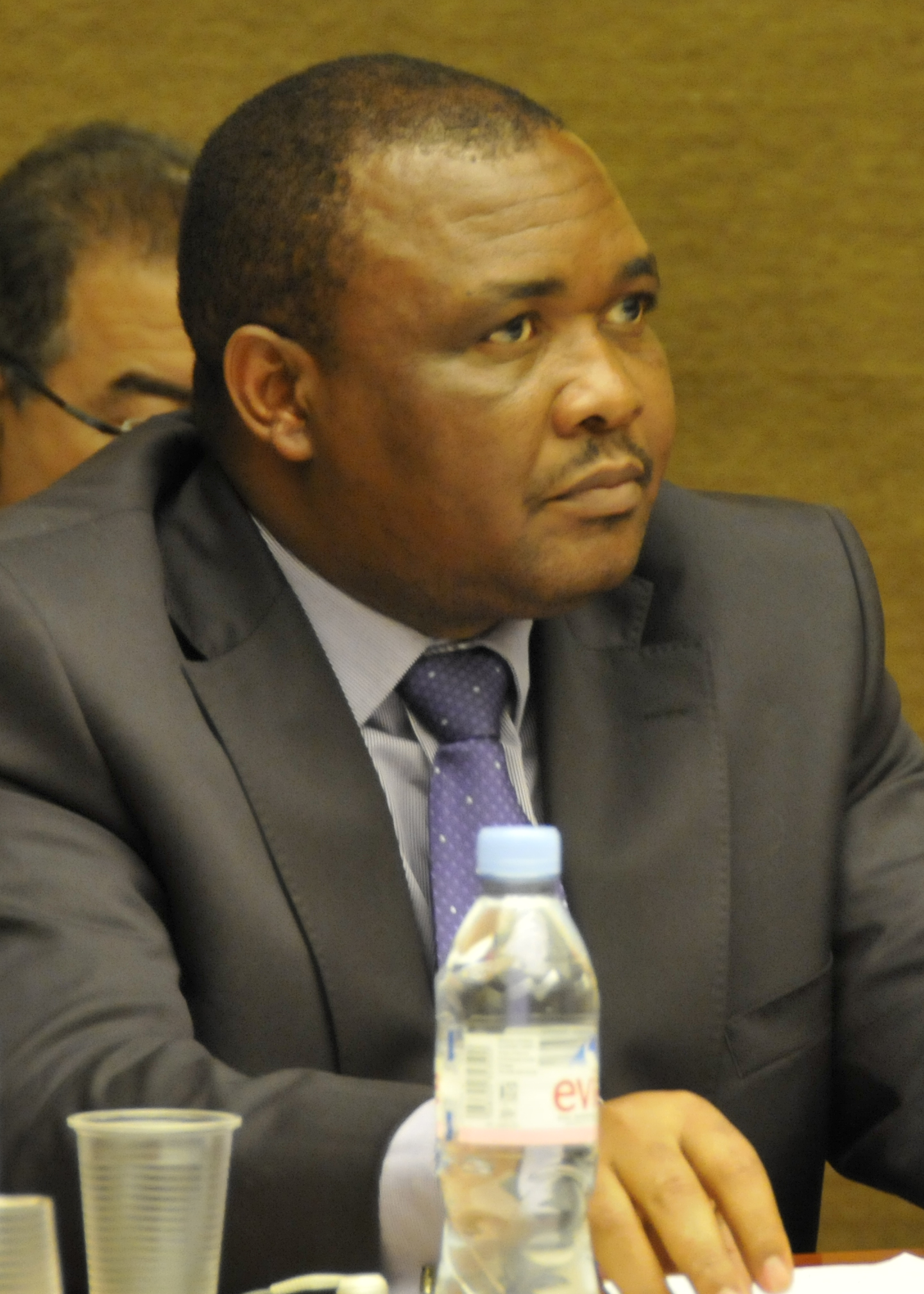
Der damalige stellvertretende Premierminister Mothetjoa Metsing (LCD)

Die Staatskrise in Lesotho 2014 war ein Konflikt zwischen den drei Parteien der 2012 gebildeten Koalitionsregierung, dem Militär und der Polizei im Staat Lesotho im südlichen Afrika. Die Krise brach im Juni aus; ihre Auswirkungen bestimmen das politische Geschehen in Lesotho bis heute. Die Ereignisse des 30. August 2014 wurden teilweise als Staatsstreich oder „versuchter Staatsstreich“ bezeichnet. Nach langen Verhandlungen unter Leitung des südafrikanischen Politikers Cyril Ramaphosa wurde im Oktober 2014 beschlossen, die für 2017 anstehenden Parlamentswahlen auf den Februar 2015 vorzuziehen.

## Vorgeschichte
Bei den Wahlen 2012 konnte keine Partei eine absolute Mehrheit der Sitze erringen. In der Folge wurde eine Koalition aus All Basotho Convention (ABC), Lesotho Congress for Democracy (LCD) und Basotho National Party (BNP) gebildet, die über die Mehrheit in der Nationalversammlung verfügte. Die größte Partei, Democratic Congress (DC), blieb in der Opposition. Thomas „Tom“ Thabane (ABC) wurde Premierminister und Mothetjoa Metsing (LCD) sein Stellvertreter. Thesele ’Maseribane als Vorsitzender der BNP wurde Minister für Gleichstellung, Jugend und Sport. Es war die erste Koalitionsregierung in der Geschichte Lesothos, die jedoch von vielen Konflikten belastet war. So drohte der Juniorpartner LCD mehrfach mit einem Misstrauensvotum.

## Ablauf

### Suspendierung der Nationalversammlung und Ablösung des Armeechefs
Im LCD wuchs 2014 die Kritik an Thabane. Ihm wurde vorgeworfen, ohne Absprachen mit den Koalitionspartnern zu regieren. Der LCD wandte sich daraufhin dem DC unter dem Ex-Premierminister Pakalitha Mosisili zu und plante ein Misstrauensvotum.
Mitte Juni 2014 suspendierte Thabane mit Billigung von König Letsie III. die Nationalversammlung für einen Zeitraum von neun Monaten. Die südafrikanische Regierung warnte kurz darauf die Streitkräfte von Lesotho, die Lesotho Defence Force (LDF), vor einem Staatsstreich. Am 27. Juni wurde berichtet, dass der Polizeichef, Commissioner of Police Khothatso Tšooana, von Soldaten der LDF gezwungen worden war, an einem Treffen mit Thabane ohne seine sonst üblichen Leibwächter teilzunehmen. Ende Juli trafen sich die drei Vorsitzenden der Koalitionsparteien mit dem namibischen Präsidenten Hifikepunye Pohamba und der Exekutivsekretärin der Southern African Development Community (SADC), Stergomena Tax, in Windhoek. Am 30. Juli unterzeichneten sie das Windhoek Agreement, in dem Thabane die Wiedereröffnung der Nationalversammlung versprach und Metsing seine Hinwendung zum DC widerrief.
Eine für Mitte August geplante Wiedereröffnung des Parlaments erfolgte nicht. Der LCD plante darauf für den 1. September eine Großdemonstration in der Hauptstadt Maseru gegen die fortgesetzte Schließung des Parlaments. Am 29. August 2014 entließ Thabane mit Einverständnis von Letsie III. den Befehlshaber der LDF, Generalleutnant Kennedy Tlali Kamoli, und ersetzte ihn durch Generalleutnant Maaparankoe Mahao. Kamoli blieb jedoch auf seinem Posten.

### Eingreifen des Militärs und Flucht mehrerer Amtsträger
Am frühen Morgen des 30. August besetzte die Armee in Maseru mehrere Regierungsgebäude sowie das Hauptquartier des Lesotho Mounted Police Service (LMPS). Bei einer Schießerei zwischen Soldaten und Polizisten gab es einen toten Polizisten und neun Verletzte. Fast alle Rundfunkstationen wurden mehrere Stunden abgeschaltet und das Telefonnetz stillgelegt. Thabanes Residenz wurde von Soldaten umstellt. Er hatte sich aber zuvor in das benachbarte Südafrika absetzen können. Es wurde spekulierte, dass Thabane bei seiner Flucht von südafrikanischen Soldaten unterstützt wurde, die zu einer Spezialeinheit in Phalaborwa gehörten. Die südafrikanische Armee dementierte dies jedoch. Thabane beschuldigte Metsing als Drahtzieher und sprach von einem Staatsstreich, während der LDF-Sprecher dies verneinte. Die Besetzung des Hauptquartiers der Polizei und anderer Polizeistationen begründete der Armeesprecher mit Hinweisen, dass die Polizei bei der geplanten Demonstration Waffen an Anhänger der ABC verteilen wolle. Polizeichef Tšooana gab an, dass die Soldaten – vergeblich – nach den Ermittlungsakten von Korruptionsverfahren gegen Metsing und Kamoli gesucht hätten.
Der BNP-Vorsitzende ’Maseribane berichtete ebenfalls, von der LDF gesucht worden zu sein, um zusammen mit Thabane zwangsweise zum König gebracht zu werden. Auch er floh nach Südafrika, ebenso wie Generalleutnant Mahao, auf dessen Haus Soldaten am 31. August einen Anschlag verübten.

### Verhandlungen in Südafrika und Rückkehr nach Lesotho
Mothetjoa Metsing übernahm am 31. August die Regierungsgeschäfte. Am selben Tag fuhr er zu Gesprächen in die südafrikanische Hauptstadt Pretoria. Der südafrikanische Präsident Jacob Zuma hatte im Rahmen der SADC als zuständiger Regierungschef der Politics, Defense and Security Cooperation dazu eingeladen, nachdem sich vorher drei zuständige SADC-Außenminister aus Südafrika, Simbabwe und Namibia dort getroffen hatten. Neben Zuma, Tax und Metsing nahmen auch Thabane und ’Maseribane an den Gesprächen teil, die am 1. September andauerten. Metsing ließ sich als amtierender Regierungschef in Maseru durch seinen Parteifreund Motloheloa Phooko vertreten.
Mehrere Repräsentanten von Staaten und Organisationen riefen zu einer Rückkehr zu einer verfassungsmäßigen Ordnung auf, darunter UN-Generalsekretär Ban Ki-moon sowie Vertreter der Vereinigten Staaten, der Afrikanischen Union und des Commonwealth of Nations. Insbesondere wurde das Militär gewarnt, die Macht zu übernehmen, und eine Rückkehr zur Demokratie angemahnt. Südafrika und andere Staaten der Region lehnten einen von Thabane gewünschten Einmarsch von Truppen ab, kündigten jedoch die Entsendung einer Beobachtermission an. Die für den 1. September geplante Demonstration wurde abgesagt. Die Armee entwaffnete am 1. September weitere Polizisten. Zahlreiche Polizeioffiziere flohen nach Südafrika.
Ergebnis der mehrmals ergebnislos abgebrochenen Verhandlungen in Pretoria war schließlich ein Zeitplan zur Wiedereröffnung des Parlaments, die am 19. September erfolgen sollte. Thabanes Rückkehr nach Lesotho war für den 2. September geplant, wurde aber verschoben. Am 3. September erreichte er in Begleitung schwerbewaffneter südafrikanischer Polizisten Lesotho, wo er an seinem Amtssitz weiterhin von der südafrikanischen Polizei (SAPS) bewacht wurde. Mahao kehrte am selben Tag ebenfalls mit Hilfe des SAPS zurück und erwartete seinen Amtsantritt als Armeechef. Auch Polizeichef Khothatso Tšooana kehrte aus Südafrika zurück und rief den LMPS zur Wiederaufnahme seiner Arbeit auf. Unterdessen sammelte der abgesetzte LDF-Befehlshaber Kamoli offenbar zahlreiche Waffen. Teile der Armee, darunter die Special Forces, waren weiterhin loyal zu ihm. Er war Presseberichten zufolge untergetaucht und hatte rund 200 Soldaten unter seinem Befehl. Am 7. September betete Papst Franziskus nach seinem sonntäglichen Angelusgebet für den Frieden in Lesotho.

### Weitere Verhandlungen und Fortdauer des Konflikts
Thabane lehnte nunmehr eine Öffnung des Parlaments zum vereinbarten Termin ab, solange die Frage der Armeeführung nicht geklärt sei. Am 9. September besuchte Jacob Zuma Lesotho und sprach mit dem König und mehreren maßgeblichen Politikern von Koalition und Opposition, um eine mögliche Eskalation zu verhindern. Innerhalb von zwei Tagen sollten nun die Verhandlungspartner in Lesotho einen Plan aufstellen, nach dem die Nationalversammlung wiedereröffnet werde. Unterdessen wurde Kamoli in Maseru bei einem Treffen gesehen. Er gab an, keine Waffen gelagert zu haben.
Nachdem Thabane auch bis zum 12. September keinen Termin zur Wiedereröffnung des Parlaments genannt hatte, wurde von dem amtierenden SADC-Vorsitzenden und simbabwischen Präsidenten Robert Mugabe für den 17. September ein SADC-Gipfeltreffen in Pretoria angesetzt. Ein Gipfel fand jedoch bereits am 15. September unter Beteiligung Zumas, Mugabes, des botswanischen Präsidenten Ian Seretse Khama, Thabanes, Metsings und Repräsentanten Malawis, Namibias und Tansanias in Pretoria statt. Am 16. September gab Südafrikas Außenministerin Maite Nkoana-Mashabane bekannt, dass auf Wunsch der SADC die für 2017 geplanten Parlamentswahlen vorgezogen werden sollten. Die SADC beschloss die Entsendung einer Beobachterkommission unter dem damaligen südafrikanischen Vizepräsidenten Cyril Ramaphosa, die drei Monate im Land bleiben sollte. Ramaphosa besuchte erstmals am 18. September Lesotho. Unterdessen gab es am 19. September einen längeren Schusswechsel zwischen Polizisten und Soldaten, die sich vor dem Haus des Polizeikommandeurs Tšooana aufhielten.
Zwei Journalisten der Lesotho Times berichteten am 19. September detailliert, dass die Polizei Ermittlungen wegen Hochverrat und Mord gegen die Abtrünnigen durchführe. Die Journalisten wurden am Folgetag verhaftet und wegen Diffamierung angeklagt.
Am 19. September 2014 entsandte Namibia 39 Polizei-Offiziere nach Lesotho. Die Polizisten gehörten zu der Beobachterkommission, die laut Entscheidung der Southern African Development Community (SADC) für drei Monate in dem Land bleiben sollte.
Der südafrikanische Vizepräsident Ramaphosa reiste am 22. September 2014 in seiner Funktion als Leiter der SADC-Beobachterkommission erneut nach Lesotho, um Vermittlungsgespräche mit den Konfliktparteien zu führen. Zentrales Thema für die Gespräche mit Premierminister Thabane war eine Wiedereröffnung des Parlaments. Bei einem weiteren Termin in Lesotho mit Parlamentariern berichteten diese über ein Ultimatum an Premierminister Thabane, das von 73 der 120 Abgeordneten unterzeichnet und in dem eine Wiedereröffnung des Parlaments am 26. September gefordert wurde. Andernfalls wurde mit Massenkundgebungen gedroht.
Nach seiner Rückkehr aus Lesotho berichtete Vermittler Ramaphosa, dass neben der Wiedereröffnung des Parlaments und einer Stabilisierung der Sicherheitslage auch die Durchführung zeitnaher Wahlen zu den größten Herausforderungen bei der Lösung des Konflikts zähle.
Kurz darauf veröffentlichten Medien eine Reisewarnung des US-Außenministeriums für Lesotho.
Am 30. September 2014 reiste SADC-Unterhändler Ramaphosa zu weiteren Vermittlungsgesprächen nach Lesotho. Am selben Tag wurde bekannt, dass die Polizei in den eigenen Reihen gegen mindestens zwei Unterstützer des Putschversuches ermittelte. Ebenfalls am 30. September kam es in Maseru zu einem weiteren Schusswechsel zwischen Soldaten und Polizisten, bei dem zwei Polizisten verwundet wurden.

### Verkündung und Implementierung derMaseru Facilitation Declaration
Am 2. Oktober 2014 gab Vermittler Ramaphosa bekannt, dass sich die Führungen der Koalitionsregierung und der größten Oppositionspartei DC auf vorgezogene Neuwahlen im Februar 2015 geeinigt hatten. Die Absprache wurde als Maseru Facilitation Declaration (etwa: „Moderationserklärung von Maseru“) bezeichnet. Für den 17. Oktober wurde die Wiedereröffnung der Nationalversammlung vereinbart, in der jedoch bis zur Neuwahl kein Misstrauensvotum gestellt werden durfte. Anfang Dezember 2014 folgte die Auflösung des Parlaments. Die Sicherheitskräfte wurden aufgefordert, sich nicht in die Politik einzumischen. Ausländische Polizeikräfte sollten bis nach der Wahl im Land bleiben.
Am 17. Oktober wurde die Nationalversammlung gemäß der ausgehandelten Vereinbarung wiedereröffnet. Oppositionsabgeordnete tanzten und sangen im Parlamentssaal, nachdem der König und Thabane den Saal verlassen hatten. Die sonst übliche Militärparade zur Parlamentseröffnung fiel aus. Am 23. Oktober unterzeichneten – ebenfalls nach Vermittlung durch Ramaphosa – Kamoli, Mahao und Tšooana den Maseru Security Accord, ein Sicherheitsabkommen, das die Beziehungen innerhalb der Sicherheitskräfte verbessern sollte. Dabei vereinbarten Kamoli, Mahao und Tšooana, bis nach der Wahl ihre Ämter an die stellvertretenden Führungskräfte von Armee und Polizei abzugeben und in dieser Zeit Kollegen in SADC- und Commonwealth-Staaten Arbeitsbesuche abzustatten. Kamoli verstieß jedoch mehrfach gegen die Auflagen. Am 11. November wurde bekannt, dass westafrikanische bewaffnete Söldner nach Lesotho eingedrungen waren, woraufhin der Polizeischutz für die Politiker in Maseru verstärkt wurde. Am 21. November verließen Kamoli, Mahao und Tšooana Lesotho. Im Dezember wurde der Wahltermin auf den 28. Februar 2015 festgelegt. UN-Generalsekretär Ban Ki-Mun äußerte sich zufrieden über den Friedensprozess.
Mitte Januar kehrte Tšooana entgegen dem Abkommen auf Wunsch Thabanes aus Algerien zurück. Auf dem südafrikanischen OR Tambo International Airport wurde er festgenommen und nach Algerien zurückgeschickt. Ramaphosa drohte mit einem Abzug der südafrikanischen Sicherheitskräfte aus Lesotho.

## Nachwirkungen
Bei den Wahlen 2015 verloren DC und LCD an Stimmen, während ABC und BNP starke Stimmengewinne verzeichneten. Durch die Koalition von DC mit LCD und mehreren Kleinparteien erhielt jedoch Ex-Premierminister Mosisili sein Amt zurück. Mosisili und Metsing planten fortan eine Rückkehr Kamolis als Kommandeur der LDF. Es wurde vermutet, dass unter der neuen Regierung mehrere Korruptionsprozesse gegen Mitglieder von DC und LDF eingestellt würden. Diese wurden tatsächlich nicht fortgeführt.
Am 22. Mai 2015 wurde Kamoli rückwirkend zum 30. August 2014 offiziell wieder als Kommandeur der LDF eingesetzt. In der Folge flohen Thabane, ’Maseribane und Keketso Rantšo vom Reformed Congress of Lesotho erneut nach Südafrika, zumal die Regierung sie von Soldaten und nicht von Polizisten bewachen lassen wollte. Mahao wurde am 25. Juni von Soldaten erschossen. Die Vorsitzenden der drei Oppositionsparteien baten um politisches Asyl in Südafrika. Die SADC rief Anfang Juli 2015 erneut eine Dringlichkeitssitzung ein. Die anschließend gebildete Phumaphi-Kommission verlangte unter anderem eine Aufklärung des Mordes an Mahao sowie eine Amtsenthebung Kamolis. Dieser verlor erst Ende 2016 seine Position als Armeechef. In der Folge kehrten die Oppositionsführer nach Lesotho zurück. Bei den Wahlen 2017 gewann Thabane, der anschließend zum Premierminister gewählt wurde und erneut eine Koalitionsregierung bildete.
Anfang Oktober 2017 wurde Anklage gegen drei Soldaten wegen des Todes des Polizisten am 30. August 2014 erhoben. Kamoli wurde wenige Tage später festgenommen und unter anderem wegen Mordes an dem Polizisten angeklagt, der am 30. August 2014 getötet worden war.
Im Juni 2018 wurde bekannt, dass die Staatsanwaltschaft im Zusammenhang mit dem Putschversuch gegen drei Minister der damaligen Koalitionsregierung und 15 Soldaten der LDF Anklage wegen Hochverrats erheben wolle. Im selben Monat löste der ehemalige südafrikanische stellvertretende Chief Justice Dikgang Moseneke Ramaphosa als Leiter des SADC-Mediationsteams ab.
Selibe Mochoboroane und Mothetjoa Metsing wurden im Februar 2020 im Zusammenhang mit dem Putschversuch 2014 neben Kamoli und weiteren Militärs wegen Hochverrats angeklagt.

## Hintergrund
Nach Ansicht von Beobachtern stand die Armee – unter Kamoli – auf der Seite von Metsings LCD und dem DC, während die Polizei loyal zu Thabanes ABC war. Jacob Zuma galt als Unterstützer Thabanes, sein Vizepräsident Ramaphosa als Freund Mothetjoas. Die Rolle Südafrikas wurde damit erklärt, dass die Regierung Thabane anders als die Regierung Mosisili von Südafrika eine Abnahmepflicht für Strom aus einem zu errichtenden 1200-kW-Wasserkraftwerk verlangt hat, das im Zuge des Lesotho Highland Water Project errichtet werden soll.